# Serraca eunotia
Serraca eunotia är en fjärilsart som beskrevs av Eugen Wehrli 1943. Serraca eunotia ingår i släktet Serraca och familjen mätare. Inga underarter finns listade i Catalogue of Life.